# Cleghornia acuminata
Cleghornia acuminata är en oleanderväxtart som beskrevs av Robert Wight. Cleghornia acuminata ingår i släktet Cleghornia och familjen oleanderväxter. Inga underarter finns listade i Catalogue of Life.